# ブランディ・シャーウッド
ブランディ・シャーウッド（Brandi Sherwood、1971年1月13日 - ）は美人コンテスト勝者、女優。米アイダホ州出身。
ミス・ティーンUSA1989で優勝し、1年間活動した。その後、ミスUSA1997に出場し、第二位に輝いた。しかし、その年のミスUSAであるブルック・マヘアラニ・リーがミス・ユニバース1997で優勝したため、ミスUSAが欠番となり、ブランディが繰り上げでミスUSAの仕事を行うことになった。これにより、彼女は史上初、そして唯一、ミス・ティーンUSAとミスUSA双方のタイトルを持つ女性となった。
2002年からザ・プライス・イズ・ライトのモデルとしても活躍していた。